# Малиш, Курт
Курт Пауль Малиш (нем. Kurt Paul Malisch, 5 июня 1881 — 9 апреля 1970) — немецкий пловец, призёр Олимпийских игр.
Родился в 1881 году в Ландсберге-ан-дер-Варте. В 1912 году на Олимпийских играх в Стокгольме он завоевал бронзовую медаль на дистанции 200 м брассом, а на дистанции 400 м брассом стал четвёртым.